# Темотујски језици
Темотујски језици су једна од основних грана океанских језика, који припадају малајско-полинежанском огранку аустронежанских језика. Названи су по покрајини Темоту меланежанске државе Соломонова Острва. Њено постојање предложили су Рос и Нес 2007, а претходно су темотујски језици сматрани групом папуанских језика.

## Језици
Према Етнологу, темотујски језици се могу класификовати на следећи начин:
- Рифско-сантакруски језици
  - Аивојски језик (острвље Риф)
  - Енгдевујски језик или нангујски (острвље Санта Круз)
  - Натугујско-налогојски (острвље Санта Круз)
    - Натугујски језик
    - Налогојски језик (према неким изворима група дијалеката натугујског језика)
- Утупуанско-ваникорски језици
  - Ваникорски језици (острво Ваникоро)
    - Ловонојски језик
    - Танемски језик
    - Теанујски језик

  - Утупуански језици (острво Утупуа)
    - Амбански језик
    - Асумбојски језик
    - Танимбилијски језик